# Route 711 (Islande)
Pour les articles homonymes, voir Route 711.
La Vatnsnesvegur (route 711) est une route en Islande qui relie la route 1 (Hringvegur) à la péninsule de Vatnsnes, et qui permet la visite du rocher de Hvítserkur.